# Formación Pisco
La Formación Pisco es una formación geológica situada en Perú, en la costa desértica meridional de Ica y Arequipa. Esta formación de aproximadamente 640 metros de grosor fue depositada en la Cuenca Pisco, abarcando un período que va desde el Mioceno Medio hasta el inicio del Pleistoceno, aproximadamente entre hace 15 a 2 millones de años. La areniscas de toba, las lutitas con diatomeas, los conglomerados y dolomitas fueron depositados en un ambiente de lagunas o cercano a la costa, en bahías similares a las de otras formaciones del Pacífico suramericano tales como Bahía Inglesa y la Formación Coquimbo en Chile.
Varios especialistas consideran que la Formación Pisco es uno de los más importantes Lagerstätten, basándose en la gran cantidad de fósiles marinos excepcionalmente preservados, incluyendo tiburones (siendo el más notable el "megalodonte"), pingüinos, ballenas, delfines, aves marinas, crocodilianos y perezosos acuáticos.
Entre los fósiles famosos hallados en estas capas se incluye al gigantesco cachalote depredador Livyatan, el perezoso Thalassocnus, el cachalote Acrophyseter, y el cetáceo similar a una morsa Odobenocetops.

## Paleofauna
La Formación Pisco ha demostrado ser un rico yacimiento de fauna marina extinta, incluyendo mamíferos marinos como cetáceos y focas, grandes peces, reptiles y pingüinos. También es una de las más ricas localidades del mundo en materia de fósiles de cetáceos, con cerca de 500 ejemplares hallados en esta formación.
Los más antiguos fósiles del perezoso acuático Thalassocnus (T. antiquus) provienen del horizonte Aguada de Lomas de la Formación Pisco y han sido datados en aproximadamente 7 millones de años. El espécimen más reciente (T. carolomartini) fue hallado en el horizonte Sacaco y fue datado en aproximadamente 3 millones de años. Thalassocnus era depredado por los posibles superpredadores de este ambiente, Livyatan y el megalodonte. Los estratos más recientes pertenecientes a esta formación tienen una edad de cerca de 2 millones de años, correspondiente al Pleistoceno temprano (Uquiense). Se encontraron fósiles del pingüino de Humboldt en estos depósitos en la localidad de Yauca.

### Mamíferos
| Género - Thalassocnus 1. T. antiquus 2. T. carolomartini 3. T. littoralis 4. T. natans | Un perezoso anfibio marino. |  | [ 4 ] [ 12 ] [ 13 ] [ 14 ] |

| Cetáceos                                               | Cetáceos                                                                  | Cetáceos | Cetáceos                    |
| Taxón                                                  | Breve Descripción                                                         | Imágenes | Referencias                 |
| ------------------------------------------------------ | ------------------------------------------------------------------------- | -------- | --------------------------- |
| Género - Acrophyseter 1. A. deinodon 2. A. robustus    | Un cachalote raptorial pequeño.                                           |          | [ 13 ] [ 15 ]               |
| Género - Atocetus 1. A. iquensis                       | Un odontoceto pequeño.                                                    |          | [ 16 ] [ 17 ]               |
| Género - Australithax 1. A. intermedia                 | Una marsopa con un largo hocico.                                          |          | [ 18 ]                      |
| Género - Balaenoptera 1. B. siberi                     | Un rorcual.                                                               |          | [ 19 ] [ 20 ]               |
| Género - Belonodelphis 1. B. peruanus                  | Un delfínido alargado.                                                    |          | [ 19 ] [ 16 ] [ 21 ]        |
| Género - Brachydelphis 1. B. jahuayensis 2. B. mazeasi | Un delfínido temprano.                                                    |          | [ 19 ] [ 16 ] [ 22 ] [ 23 ] |
| Género - Brujadelphis 1. B. ankylorostris              | Un delfín de río.                                                         |          | [ 24 ]                      |
| Género - Hemisyntrachelus 1. H. oligodon               | Una orca temprana.                                                        |          | [ 12 ]                      |
| Género - Incakujira 1. I. anillodefuego                | Un balénido pequeño.                                                      |          | [ 19 ] [ 25 ]               |
| Género - Koristocetus 1. K. pescei                     | Un cachalote pequeño.                                                     |          | [ 26 ]                      |
| Género - Livyatan 1. L. melvillei                      | Un cachalote raptorial de18 metros de longitud, y dientes de hasta 36 cm. |          | [ 3 ]                       |
| Género - Lomacetus 1. L. ginsburgi                     | Una marsopa.                                                              |          | [ 19 ] [ 27 ]               |
| Género - Miocaperea 1. M. pulchra                      | Un cetoteríido.                                                           |          | [ 28 ]                      |
| Género - Ninoziphius 1. N. platyrostris                | Un berardio primitivo.                                                    |          | [ 12 ]                      |
| Género - Odobenocetops 1. O. leptodon 2. O. peruvianus | Un pariente del narval con dos colmillos.                                 |          | [ 5 ]                       |
| Género - Piscobalaena 1. P. nana                       | Un rorcual pequeño.                                                       |          | [ 12 ] [ 29 ]               |
| Género - Piscocetus 1. P. sacaco                       | Un misticeto esxtinto.                                                    |          | [ 14 ]                      |
| Género - Piscolithax 1. P. aenigmaticus                | Una marsopa.                                                              |          | [ 12 ] [ 19 ]               |
| Género - Pliopontos 1. P. littoralis                   | Un delfínido temprano                                                     |          | [ 12 ]                      |
| Género - Scaphokogia 1. S. cochlearis                  | Una especie extinta de cógido.                                            |          | [ 19 ] [ 30 ]               |

| Pinípedos                              | Pinípedos                                                | Pinípedos | Pinípedos     |
| Taxón                                  | Breve Descripción                                        | Imágenes  | Referencias   |
| -------------------------------------- | -------------------------------------------------------- | --------- | ------------- |
| Género - Acrophoca 1. A. longirostirus | Una gran foca, probable el ancestro de la foca leopardo. |           | [ 12 ]        |
| Género - Australophoca 1. A. changorum | Una foca enana.                                          |           | [ 19 ]        |
| Género - Hadrokirus 1. H. martini      | Una foca verdadera.                                      |           | [ 12 ] [ 31 ] |
| Género - Hydrarctos 1. H. lomasiensis  | Un pariente cercano de los artocefalinos.                |           | [ 12 ]        |
| Género - Piscophoca 1. P. pacifica     | Una foca.                                                |           | [ 29 ]        |

### Peces
| Peces Cartilaginosos                                 | Peces Cartilaginosos                      | Peces Cartilaginosos | Peces Cartilaginosos |
| Taxón                                                | Breve Descripción                         | Imágenes             | Referencias          |
| ---------------------------------------------------- | ----------------------------------------- | -------------------- | -------------------- |
| Género - Carcharias 1. C. taurus                     | El tiburón toro.                          |                      | [ 12 ]               |
| Género - Carcharhinus 1. C. sp. indent               | Una de las múltiples especies del género. |                      | [ 6 ]                |
| Género - Carcharodon 1. C. carcharias 2. C. hubbelli | El tiburón blanco y un pariente cercano.  |                      | [ 14 ] [ 12 ]        |
| Género - Cosmopolitodus 1. C. hastalis               | El mako de dientes anchos.                |                      | [ 6 ]                |
| Género - Hexanchus 1. H. gigas                       | Un tiburón vaca.                          |                      | [ 14 ]               |
| Género - Isurus 1. I. oxyrhincus                     | El tiburón mako de aleta corta.           |                      | [ 19 ]               |
| Género - Myliobatis 1. M. sp                         | Una especie de raya águila.               |                      | [ 6 ]                |
| Género - Otodus 1. Megalodon 2. C. chubutensis       | Los tiburones más grandes.                |                      | [ 6 ]                |

| Peces Óseos                                  | Peces Óseos                              | Peces Óseos | Peces Óseos |
| Taxón                                        | Breve Descripción                        | Imágenes    | Referencias |
| -------------------------------------------- | ---------------------------------------- | ----------- | ----------- |
| Género - Alosinae 1. A. indent               | Un tipo de arenque.                      |             | [ 6 ]       |
| Género - Centropomidae 1. C. aff. Psamoperca | Un pariente del róbalo.                  |             | [ 6 ]       |
| Género - Triglidae 1. T. indent              | Una de las varias especies de escarchos. |             | [ 6 ]       |
| Género - Xiphiidae 1. X. ident               | Un pez espada.                           |             | [ 6 ]       |
| Género - Xiphiorhynchus 1. X. sp             | Un género extinto de pez espada.         |             | [ 6 ]       |
| Género - Sardinops 1. S. sp.                 | Un género de sardina.                    |             | [ 29 ]      |

### Reptiles
| Cocodriloformos                               | Cocodriloformos                                   | Cocodriloformos | Cocodriloformos |
| Taxón                                         | Breve Descripción                                 | Imágenes        | Referencias     |
| --------------------------------------------- | ------------------------------------------------- | --------------- | --------------- |
| Género - Sacacosuchus 1. S. cordovai          | Un gaviálido.                                     |                 | [ 32 ]          |
| Género - Piscogavialis 1. P. jugaliperforatus | Un gaviálido de la familia extinta Gryposuchinae. |                 | [ 13 ] [ 29 ]   |
| Eusuchia                                      | Un eusuquio indeterminado.                        |                 | [ 12 ]          |

| Aves                                                                              | Aves                                                                                          | Aves     | Aves                 |
| Taxón                                                                             | Breve Descripción                                                                             | Imágenes | Referencias          |
| --------------------------------------------------------------------------------- | --------------------------------------------------------------------------------------------- | -------- | -------------------- |
| Género - Spheniscus 1. S. humboldti 2. S. megarhampus 3. S. muizoni 4. S. urbinai | El pingüino de Humboldt, y varios parientes extintos.                                         |          | [ 33 ] [ 34 ] [ 35 ] |
| Género - Ramphastosula 1. R. aguierrei 2. R. ramirezi                             | Un género de súlido.                                                                          |          | [ 12 ] [ 36 ]        |
| Género - Sula 1. S. brandi 2. S. magna 3. S. sulita                               | Especies extintas de pájaros bobos.                                                           |          | [ 13 ] [ 37 ]        |
| Género - Morus 1. Morus peruvianus                                                | Una especie extinta de Alcatraz.                                                              |          | [ 13 ]               |
| Género - Perugyps 1. Perugyps diazi                                               | Una especie extinta de buitre.                                                                |          | [ 13 ]               |
| Género - Fulmarus 1. Fulmarus indet.                                              | Una especie de fulmar.                                                                        |          | [ 12 ]               |
| Género - Pelagornis 1. Pelagornis indet.                                          | Posiblemente Pelagornis chilensis, de la cercana, si bien más joven, Formación Bahía Inglesa. |          | [ 19 ] [ 38 ]        |
| Género - Pelecanus 1. Pelecanus indet.                                            | Una especie indeterminada de pelícano.                                                        |          | [ 39 ]               |
| Género - Phalacrocorax 1. P. aff. bougainvillii 2. cf. Phalacrocorax sp.          | Una o varias especies de cormorán.                                                            |          | [ 12 ] [ 40 ]        |

| Tortugas                            | Tortugas                                                      | Tortugas | Tortugas     | Tortugas |
| Taxón                               | Breve Descripción                                             | Imágenes | Referencias  |          |
| ----------------------------------- | ------------------------------------------------------------- | -------- | ------------ | -------- |
| Género - Pacifichelys 1. P. urbinai | Una tortuga marina.                                           |          | [ 9 ] [ 41 ] |          |
| Cheloniidae indet.                  | Un quelónido indeterminado, posiblemente del género Chelonia. |          | [ 6 ]        |          |